# Holszański (herb książęcy)
Holszański (Holszański Książę) – polski herb książęcy, odmiana herbu Hippocentaurus. Herb własny rodziny Holszańskich.

## Opis herbu

### Opis historyczny
Juliusz Ostrowski blazonuje herb następująco:

Na tarczy czterodzielnej w polu I srebrnem – hipocentaur naturalny w lewo z łuku mierzący do ogona w kształcie węża wzniesionego; (Hipo- centaur), w II czerwonem – jeździec zbrojny na siwym koniu z mieczem w prawej, tarczą z lewej zasłonięty (Pogoń), w III srebrnem – trzy trąby w złoto oprawne: dwie i jedna, w gwiazdę (Trąby); w IV błękitnem – nad półksiężycem złotym takaż sześciopromienną gwiazda (Leliwa).

### Opis współczesny
Opis skonstruowany współcześnie brzmi następująco:
Na tarczy o polu czterodzielnym; w I polu srebrnym Hippocentaurus, w II polu czerwonym Pogoń Litewska, w III polu srebrnym Trąby, w IV polu błękitnym Leliwa.
Całość otacza płaszcz heraldyczny, podbity gronostajem.
Płaszcz zwieńcza mitra książęca.

## Geneza
Herb Holszański jest herbem własnym rodziny Holszańskich, mających kniaziowskie (książęce) pochodzenie. Historycy natomiast wyprowadzają ich od herbu Hippocentaurus – być może więc był to ich herb pierwotny. Należy również pamiętać, że wielu z nich Hipocentaurem opisywało herb obecnie znany jako Giedrojć I.
Józef Wolff uważa, że kniaziowie Holszańscy należeli bez wątpienia do małej liczby kniaziów posiadających czysto litewskie pochodzenie i są potomkami dawniejszych udzielnych kniaziów (kunigasów) w tych stronach. Kronika Litewska wywodzi Holszańskich od Holszana (Holszy), jednego z synów Romanta, księcia litewskiego. Ów Holsza otrzymał w udziale ziemię za Wilią i założył Holszany. Rodzina ta była dwukrotnie spokrewniona przez kobiety z Jagiellonami, jednakże wymarła w II połowie XVI stulecia.

## Herbowni
Informacje na temat herbownych w artykule sporządzone zostały na podstawie wiarygodnych źródeł, zwłaszcza klasycznych i współczesnych herbarzy. Należy jednak zwrócić uwagę na częste zjawisko przypisywania rodom szlacheckim niewłaściwych herbów, szczególnie nasilone w czasie legitymacji szlachectwa przed zaborczymi heroldiami, co zostało następnie utrwalone w wydawanych kolejno herbarzach. Identyczność nazwiska nie musi oznaczać przynależności do danego rodu herbowego. Przynależność taką mogą bezspornie ustalić wyłącznie badania genealogiczne.
Pełne listy herbownych nie są dziś możliwe do odtworzenia, także ze względu na zniszczenie i zaginięcie wielu akt i dokumentów w czasie II wojny światowej (m.in. w czasie powstania warszawskiego w 1944 spłonęło ponad 90% zasobu Archiwum Głównego w Warszawie, gdzie przechowywana była większość dokumentów staropolskich). Nazwisko znajdujące się w artykule pochodzi z Księgi herbowej rodów polskich, Juliusza Ostrowskiego. Występowanie danego nazwiska w artykule nie musi oznaczać, że konkretna rodzina pieczętowała się herbem Holszański. Często te same nazwiska są własnością wielu rodzin reprezentujących wszystkie stany dawnej Rzeczypospolitej, tj. chłopów, mieszczan, szlachtę. Herb Holszański jest herbem własnym, wiec do jego używania uprawniona jest zaledwie jedna rodzina: Holszańscy.